# Rue de Belfort (Paris)
Pour les articles homonymes, voir Rue de Belfort.
La rue de Belfort est une voie du 11e arrondissement de Paris, en France.

## Situation et accès
La rue de Belfort est une voie publique située dans le 11e arrondissement de Paris. Elle débute au 133, boulevard Voltaire et se termine au 69, rue Léon-Frot.

## Origine du nom
Le nom de cette rue rend hommage à la ville de Belfort, préfecture du Territoire de Belfort, la seule ville d'Alsace restée française, grâce au siège héroïque qu'elle soutint en 1870-1871, sous le commandement du colonel Denfert-Rochereau.

## Historique
La voie est ouverte sous sa dénomination actuelle en 1872 par M. Chevignot.